# Pioneer 10
Pioneer 10, sonda interplanetária estadunidense, foi uma missão interplanetária desenvolvida a partir do Programa Pioneer, que consistiu no desenvolvimento e gestão de oito missões interplanetárias (Pioneer 6, 7, 8, 9, 10, 11, Venus Orbiter e Venus Multiprobe). Também conhecida como Pioneer F, foi desenhada juntamente com a Pioneer 11 (ou G) para o cumprimento dos objetivos definidos no Pioneer Jupiter Mission.
As Pioneer 10 e 11 receberam em seu corpo principal placas de ouro caracterizando uma mensagem com a imagem humana, caso a Pioneer 10 ou 11 sejam interceptadas por seres extraterrestres.
Devido às características das órbitas da Terra e de Júpiter, a cada treze meses surge uma janela de lançamento que permite uma viagem interplanetária mais económica em termos energéticos (menos carburante e como tal, menos peso), foi definido que se iriam construir duas sondas idênticas a serem lançadas com um intervalo de treze meses. A primeira (a Pioneer 10) a ser lançada em 1972 e a segunda (a Pioneer 11) a ser lançada em 1973. O programa foi aprovado em Fevereiro de 1969 definindo, a partida, três grandes objetivos para a missão:
1. Explorar o meio interplanetário para além da órbita de Marte;
2. Investigar a cintura de asteroides e verificar os perigos que esta representa para as sondas nas missões para além da órbita de Marte; e
3. Explorar o sistema de Júpiter.[5]

## Desenho da missão

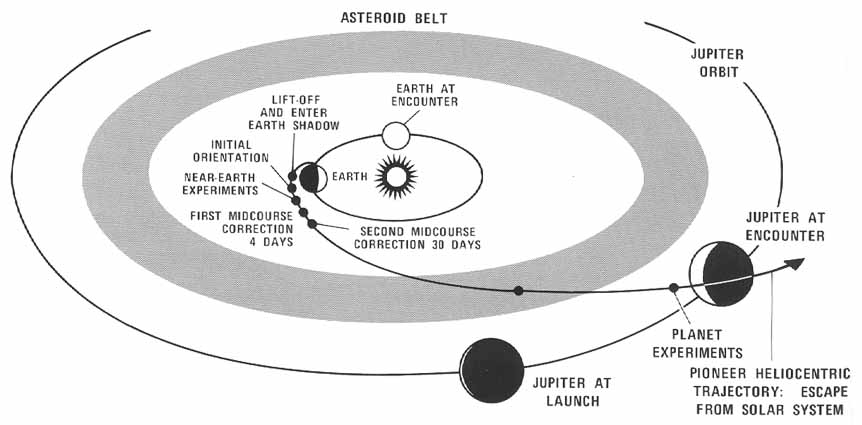
Trajectória da missão Pioneer 10.

O desconhecimento à data, das implicações e restrições às missões interplanetárias provocadas pela cintura de asteróides, levavam à construção de uma missão com redundâncias ao nível do hardware. Assim, a sonda Pioneer 11 teria a capacidade de alterar a sua trajectória no decurso da análise da informação fornecida pela Pioneer 10 a quando da sua passagem pela cintura de asteróides. O principal perigo colocado pelos pequenos corpos em orbita entre Marte e Júpiter era a de colisão (fosse ela uma micro-colisão ou uma macro-colisão) que afectasse ou mesmo impedisse uma trajectória directa Terra-Júpiter através do plano da eclíptica.
As sondas teriam de conseguir ser colocadas no espaço a uma velocidade de, pelo menos, 50 000 km/h partindo directamente para Júpiter sem ter de passar por uma orbita de espera. A viagem teria de durar entre 600 e 750 dias. Foi, também, prevista a possibilidade de as sondas terem de manobrar no decurso da viagem e de operar, em períodos específicos, autonomicamente. Estas necessidades adivinham do facto de ser necessário ajustar as sondas favoravelmente à chegada a Júpiter (para melhor observação do planeta e dos seus satélites) e ao facto de, ao longo do curso da viagem as sondas encontrarem-se, por um breve período, atrás do Sol e como tal, perderem o contacto via rádio com a Terra. A trajectória definida significava que as sondas iriam percorrer cerca de 1 000 milhões de km.
A janela de lançamento da Pioneer 10 foi definida entre finais de Fevereiro e finais de Março, com uma chegada a Júpiter entre meio de Outubro de 1973 e finais de Julho de 1974.

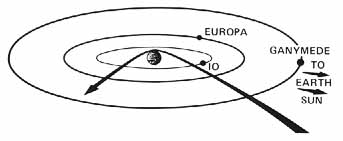
Trajectória a percorrer pela sonda Pioneer 10 pelo sistema Joviano.

A missão da primeira sonda, deveria responder a algumas questões científicas e de engenharia percebidas como fundamentais. A trajectória dentro do sistema Joviano seria a de sobrevoo (isto é, a sonda não entraria em órbita em torno de Júpiter) e deveria medir a intensidade do campo magnético do planeta, os níveis de radiação. Esta informação era de enorme importância e foi definido que, mesmo que isso implicasse a perda da sonda, o sobrevoo de Júpiter teria de ser suficientemente próximo para a obtenção de resultados definitivos. Assim, a obtenção de imagens, apesar de se manter como um dos objectivos primários, foi relegada para a fase de aproximação. A sonda deveria passar a 150 000 km da superfície do planeta (ou seja, a 3 Rj). Devido à sua capacidade de manobrar, foi definido que na fase de aproximação, seria verificado o interesse de alteração à trajectória para estudo, em maior proximidade, de um dos satélites galileanos.
A missão da Pioneer 10 não terminaria com o sobrevoo de Júpiter. Teria ainda a missão de testar a técnica de aceleração gravítica, por forma a verificar a possibilidade de utilização dessa técnica que poderia ser implementada pela Pioneer 11 numa tentativa de seguir em missão para Saturno.
Outro dos objetivos primários da Pioneer 10, seria o teste das técnicas de controlo de navegação interplanetária. Devido às restrições ao nível do peso e do espaço, a sonda teria de depender de comandos enviados da Terra para a sua navegação. Duas das quatro fases do voo implicavam elevada performance por parte da equipe de comando: a fase de lançamento e a fase de aproximação a Júpiter. Assim, foram definidos e criados novos protocolos e instrumentos por forma a reduzir o risco e aumentar a capacidade de resposta a situações imponderáveis. A experimentação destas técnicas iria ser de extrema importância para as projectadas futuras missões interplanetárias.

## A sonda

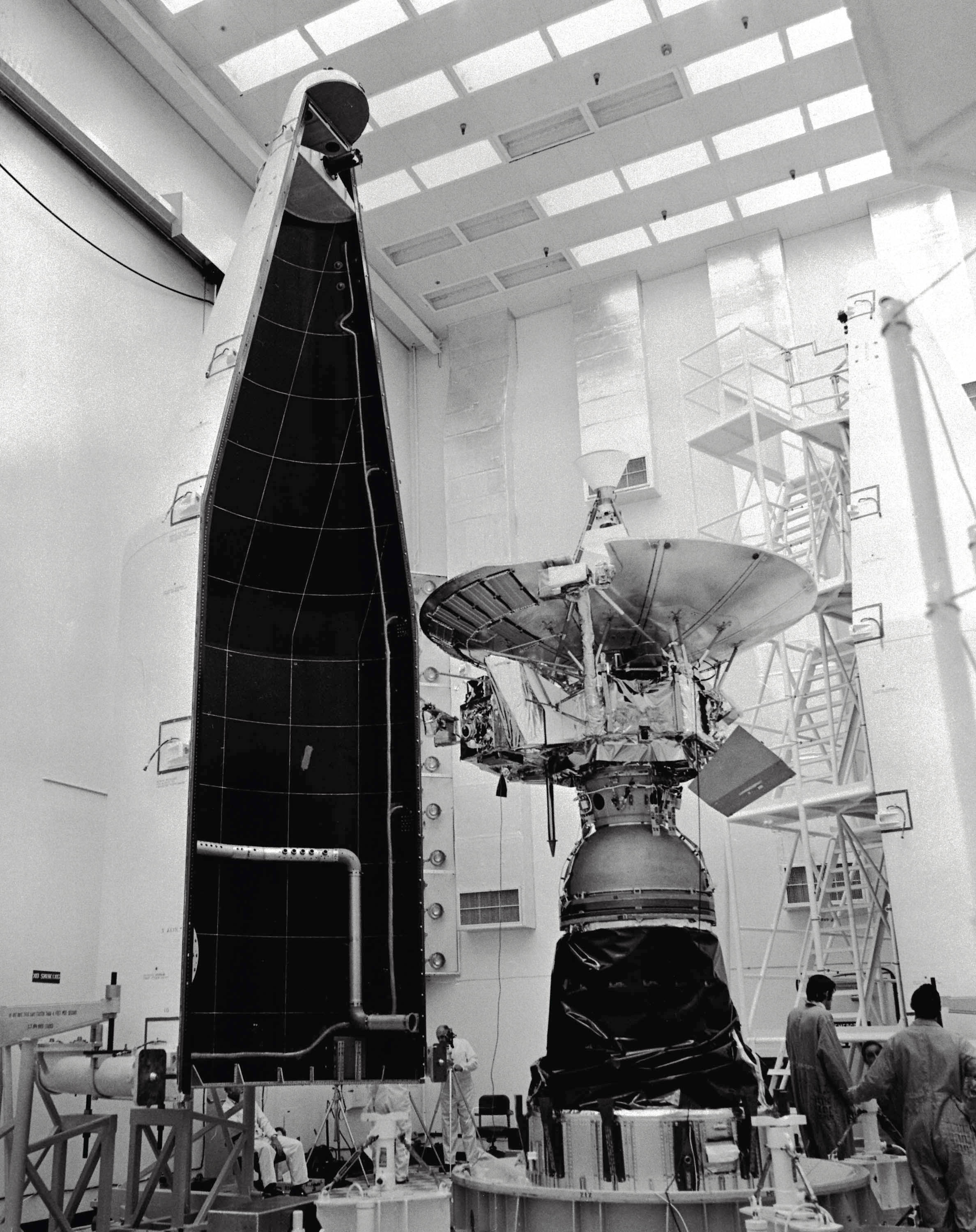
A Pioneer 10 antes de ser colocada no lançador Centaur.

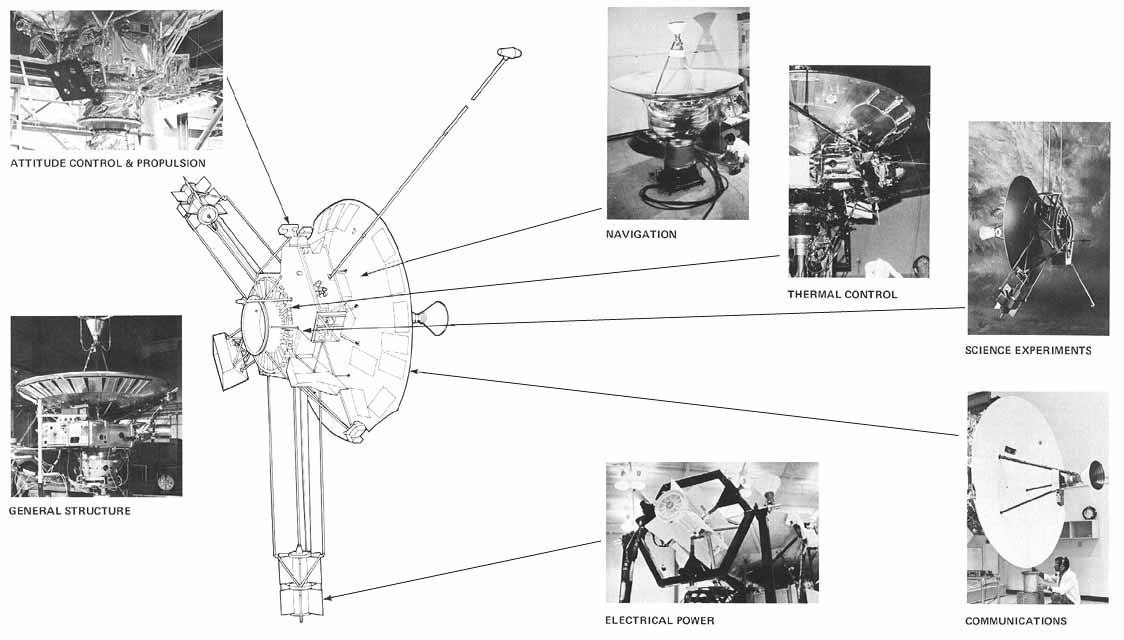
Instrumentos a bordo da sonda Pioneer 10.

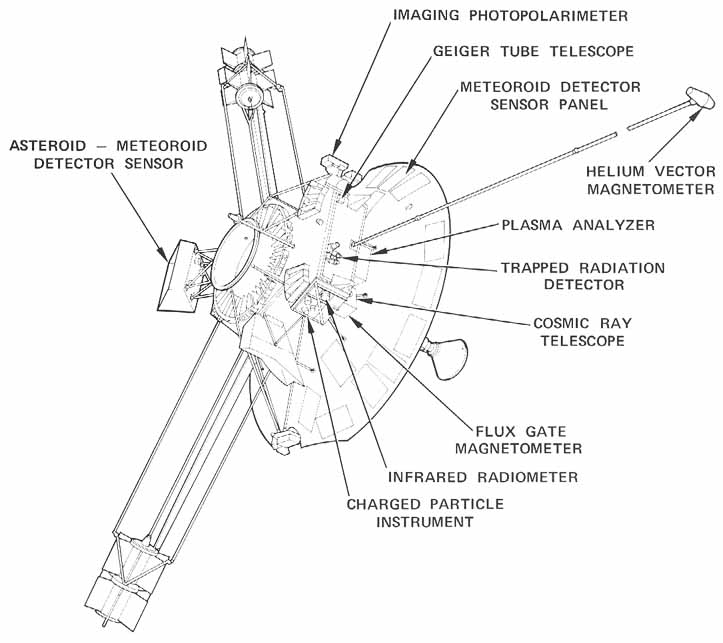
Esquema geral das sondas gémeas Pioneer 10 e Pioneer 11 enquadradas na Pioneer Jupiter Mission.

Devido à necessidade de se atingir uma elevada velocidade à saída da orbita da Terra, a escolha do veículo lançador recaiu sobre o Atlas-Centaur restringindo assim as dimensões da sonda a um máximo de três metros.
A estrutura da sonda está centrada em torno de um pequeno compartimento hexagonal que contém os componentes necessários ao funcionamento da sonda, bem como, os instrumentos científicos. Ligado a este compartimento, está ligada a antena parabólica de alto ganho de 2,75 m de diâmetro e construída em alumínio. Sobre a antena está a estrutura trípode da antena de médio ganho.
Ainda ligados à estrutura central, três vigas triangulares posicionadas a intervalos de 120 graus, mantêm os geradores nucleares de energia eléctrica (dois) e o sensor do magnetômetro. As vigas apenas seriam estendidas após a separação da sonda do seu lançador.
A orientação da sonda é efetuada a partir da informação obtida por três sensores. Dois sensores de localização do Sol e um sensor para localização da estrela Canopus. Estes sensores providenciam informação relativamente à atitude da sonda na sua trajetória para Júpiter. A atitude e velocidade da sonda eram controlados por três pares de propulsores a jacto. Cada par de propulsores tinham queimadores orientados em direções opostas. Os propulsores eram utilizados para manter a sonda em rotação sobre o seu próprio eixo (4,8 rotações por minuto) e para alterar a velocidade da sonda.
A sonda comunica com a Terra através de duas antenas (uma de alto ganho e outra omnidireccional de médio ganho) ligadas a dois receptores independentes de 8 watts. Em caso de falha de um sistema, o outro entra em operação imediatamente e automaticamente. As comunicações entre a Terra e a sonda são realizadas através do sistema de antenas da NASA Deep Space Network. O sistema de propulsão coloca o eixo de rotação da sonda sempre virado para a Terra. Desta forma a antena parabólica de alto ganho está sempre a apontar para as antenas de recepção e transmissão na Terra.
A Pioneer 10 está equipada com sistemas de controlo do ambiente (temperatura) dentro dos seus compartimentos devido ao facto de os seus instrumentos científicos não estarem desenhados para operar em temperaturas extremas (muito baixas ou muito altas). Esse controlo permitia que os instrumentos operassem a uma temperatura entre os 23° e os 38°.
Para fornecimento de energia, a sonda contava com dois pares de geradores termoeléctricos de radioisótopos (RTG na sigla inglesa) utilizando Plutónio-238. Esses geradores, já em utilização em satélites meteorológicos, desenvolviam globalmente cerca de 155 W de potência no início da missão e cerca de 140 W à chegada a Júpiter. As necessidades da sonda rondam os 100 W (25 W para os instrumentos científicos). O excesso de potência produzido ou é libertado sob forma de calor ou é utilizado para carregar baterias de proteção aos sistemas internos.
Para levar a cabo os objectivos da missão, a sonda estava equipada de instrumentos que permitiriam medir partículas, campos e radiações, obter imagens do planeta e seus satélites e observar e quantificar as alterações à sua trajectória provocadas pelos corpos do sistema joviano, desta forma permitindo o melhor conhecimento das massas e densidades dos vários corpos. Para isso a sonda era equipada com dois magnetômetro, um analisador de plasma, um detector de radiação capturada, um radiómetro de infravermelhos, um sensor para a detecção de asteroides e uma placa sensora de impactos de meteoritos, um telescópio de raios cósmicos e outros instrumentos para captação de imagens.

## Experiências
A missão Pioneer Jupiter iria desenvolver dois tipos de experiências. Primeiramente iria desenvolver um conjunto de experiências relativas ao meio interplanetário, seguidamente, e após a sua chegada ao sistema joviano, iria desenvolver experiências relativas ao planeta Júpiter e aos seus satélites. Assim, foram desenvolvidas oito experiências a serem postas em prática no decurso da viagem interplanetária (entre Marte e Júpiter e após Júpiter):
1. Mapear o campo magnético do meio interplanetário;
2. Verificar as alterações do vento solar ao longo das diversas distâncias analisadas;
3. Medir os raios cósmicos originários do Sistema Solar e fora dele;
4. Estudar as interacções entre o campo magnético interplanetário com o vento solar e os raios cósmicos;
5. Estudar a heliosfera;[6]
6. Medir as quantidades de hidrogénio não ionizado no meio interplanetário;
7. Medir as quantidades de partículas; e
8. Estudar a cintura de asteróides.

Relativamente ao sistema do planeta Júpiter, a missão iria:
1. Mapear o campo magnético do planeta;
2. Mapear as energias dos protões e electrões ao longo da trajectória da sonda pelo sistema;
3. Verificar a existência de auroras;
4. Obter informação sobre as causas para a radiação rádio de Júpiter;
5. Mapear a interação entre o campo magnético de Júpiter e o vento solar;
6. Medir a temperatura da atmosfera de Júpiter;
7. Determinar a composição e estrutura das altas camadas da atmosfera de Júpiter;
8. Mediar a estrutura térmica de Júpiter;
9. Obtenção de imagens do sistema;
10. Sondar a atmosfera de Júpiter com ondas de rádio na altura da ocultação. Realizar o mesmo em Io;
11. Investigar as características físicas e químicas dos satélites de Júpiter;
12. Calcular as massas com maior precisão de Júpiter e dos quatro maiores satélites; e
13. Fornecer informação mais precisa para o cálculo das efemérides dos principais corpos do sistema.

## Resultados
A 2 de Março de 1972 um lançador Atlas-Centaur colocou a sonda numa trajetória em direção de Júpiter (adquirindo nesse momento a sua designação definitiva de Pioneer 10) a uma velocidade de 51 680 km/h (na altura, representava a mais elevada velocidade de qualquer artefato feito pelo homem). Após a sua separação do andar Centaur, a sonda articula as vigas de suporte dos RTG para a sua posição final.
Apenas 11 horas após o seu lançamento, a Pioneer 10 passa pela orbita da Lua e inicia a ligação sequencial dos vários instrumentos a bordo. Devido a uma orientação desfavorável que coloca o Sol a incidir sobre o compartimento dos instrumentos, a sonda não pode orientar a antena parabólica diretamente para a Terra.

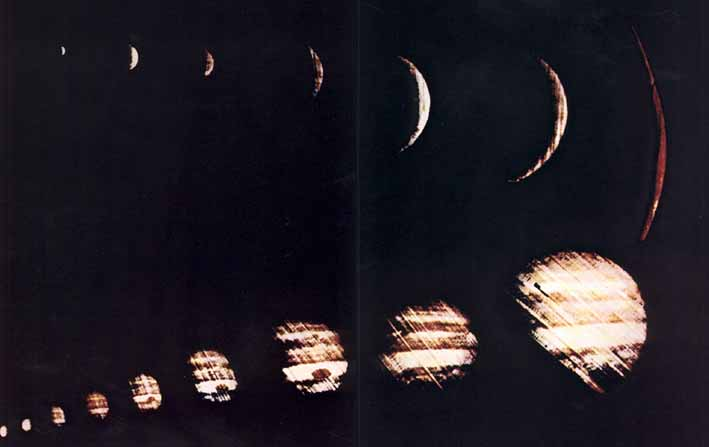
Imagens obtidas pela Pioneer 10 durante a aproximação e afastamento de Júpiter.

A 15 de Julho de 1972 a sonda atinge a cintura de asteroides passando a mais de 8 milhões de km do asteroide Nike de 24 km de diâmetro. Os cálculos de probabilidade para uma passagem sem incidentes era de 9:1. Durante a viagem, a Pioneer 10 teve a oportunidade de estudar uma tempestade solar em correlação com as outras sondas Pioneer que se encontravam em orbita do Sol (Pioneer 6, 7, 8 e 9).
Em Fevereiro de 1973, a Pioneer 10 dá por completa a passagem pela cintura. Após o sucesso da passagem, é determinado que a Pioneer 11 irá seguir uma trajetória semelhante, sendo lançada a 5 de Abril de 1973. A 6 de Novembro de 1973, a Pioneer 10 inicia a captação de imagens de teste e a 3 de Dezembro passa a 130 000 km da superfície de Júpiter. A aceleração gravitacional de Júpiter acelera a velocidade da sonda para 132 000 km/h.
A precisão do voo interplanetário permitiu que a sonda atingisse o ponto máximo de aproximação a Júpiter com uma antecipação de apenas 1 minuto em relação ao projetado. Quando atingiu a distância de 500 000 km da superfície de Júpiter as imagens obtidas começam a ter melhor definição do que as melhores até então conseguidas através dos instrumentos na Terra. As imagens eram captadas através de filtros azuis e vermelhos. Através de técnicas de extrapolação, cria-se uma terceira imagem verde. A combinação das três imagens permitia a criação de uma imagem a cores reais. A Pioneer 10 confirmou a existência da magnetosfera jupiteriana.

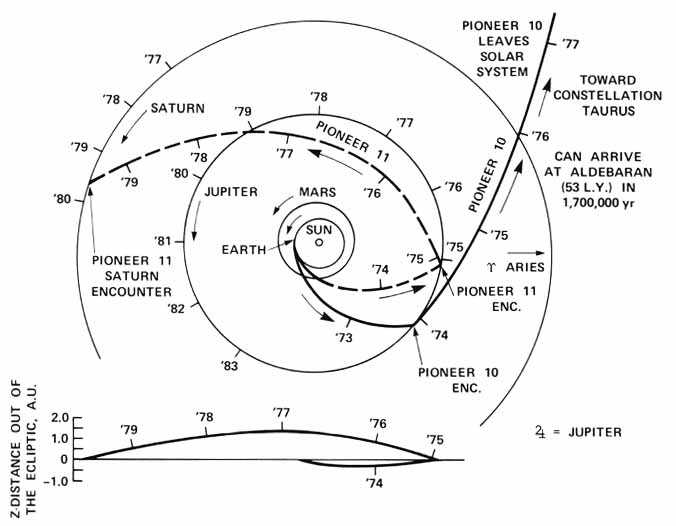
Objectivos da missão a Júpiter e Saturno da Pioneer Jupiter Mission.

Com a passagem pelo periapsis (ponto mais próximo de um orbita ou trajetória) os instrumentos começam a ressentir-se das elevadas doses de radiação a que estão sujeitos pelo campo magnético de Júpiter. Pouco após, a sonda entra em ocultação por de trás de Júpiter altura em que todas as comunicações com a Terra ficam cortadas.
Após a passagem por Júpiter, a sonda segue numa trajetória que a levará para fora do sistema solar. Passa em 1976 pela orbita de Saturno, em 1980 a orbita de Urano e em 1983 a de Plutão.
O último sinal recebido pela Pioneer 10 foi em 23 de Janeiro de 2003. Até seu último sinal ela continuou enviando informações do sistema solar exterior. Em 1980 uma aceleração anômala foi notada a partir da análise de dados da Pioneer 10 e Pioneer 11. O problema é conhecido como Anomalia das Pioneers e foi observado em outras naves como a Galileu e a Ulisses.
A validação das tecnologias e protocolos envolvidos permitiram e abriram caminho ao desenvolvimento do projecto Mariner Jupiter-Saturn Mission que em 1977 lançou duas sondas para Júpiter e Saturno com as designações de Voyager 1 e Voyager 2.
Em Outubro de 2005 a Pioneer 10 encontrava-se a uma distância do Sol de 89,1 UA (Unidades Astronómicas) afastando-se do Sol a uma velocidade de 12,2 km/s.
Em Outubro de 2009, a sonda atingiu a marca de 100 UA (15 bilhões de km) de distância do Sol, tornando-se o segundo objeto mais distante existente produzido pela humanidade, apenas atrás da sonda Voyager 1.
Em torno de 14 000 anos ou mais, a sonda ultrapassará os limites da Nuvem de Oort, se desligando completamente do sistema solar (influência do campo magnético do Sol). Sua posição atual encontra-se na constelação de Touro, encaminhando-se a uma velocidade relativa de 2,6 UA por ano em direção à estrela Aldebarã (alfa de Touro) em um tempo próximo de 2 000 000 de anos.